# Represaille in Dokkum

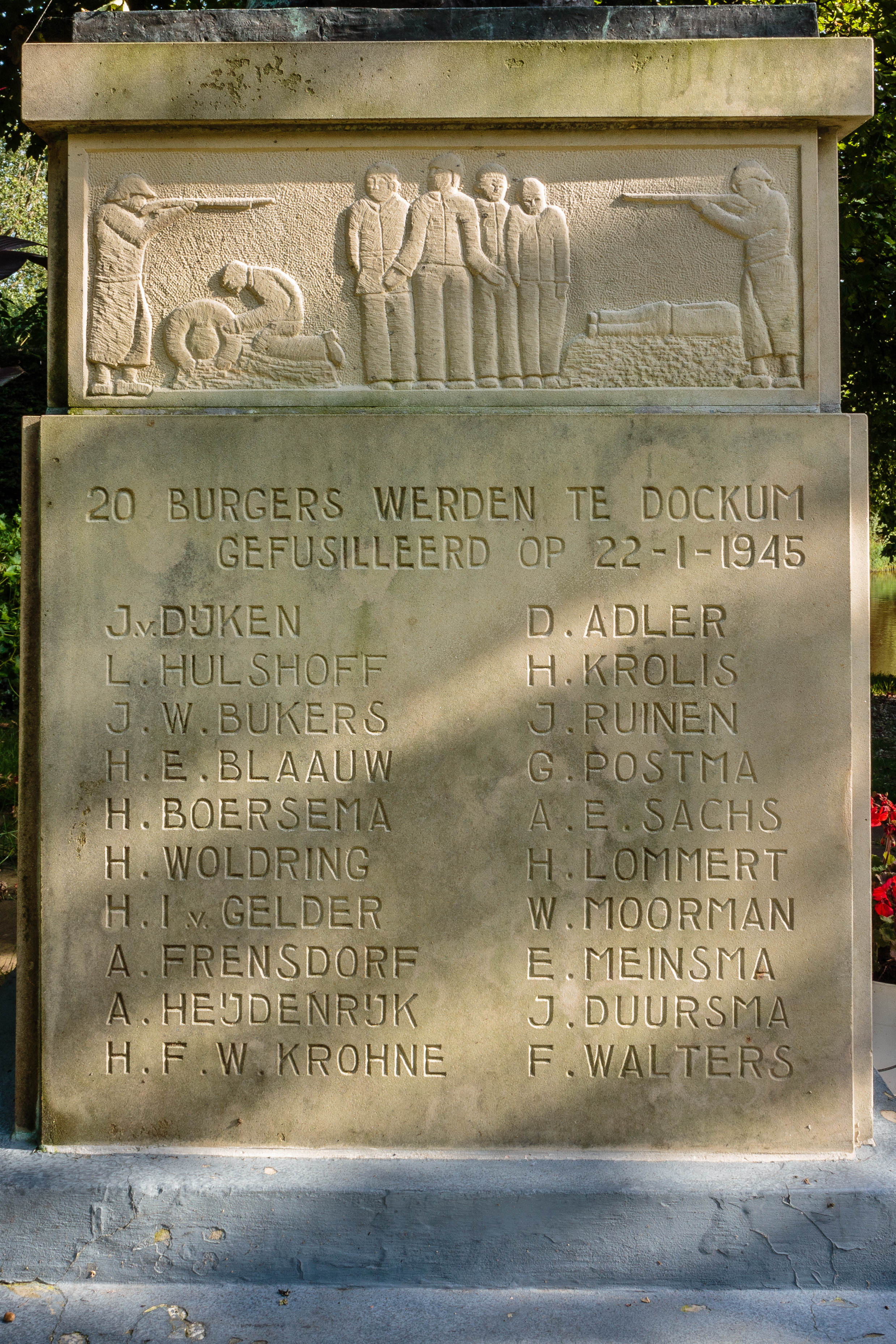
Het oorlogsmonument op het Noorderbolwerk. Onthuld in 1949 ter nagedachtenis aan 51 slachtoffers tijdens de bezetting. Op de linkerzijde de namen van de twintig gefusilleerden.

De Represaille in Dokkum was een gebeurtenis in de Friese stad Dokkum aan het einde van de Tweede Wereldoorlog waarbij op 22 januari 1945 twintig gevangenen door leden van de Sicherheitsdienst (SD) werden gefusilleerd.

## Bevrijdingsactie
In Dokkum werd op 19 januari 1945 de apotheker Pieter Engelbertus (Piet) Gunster gearresteerd. Gunster en zijn apotheek fungeerden als centrale van het Dokkumer verzet. Hij zou met nog twee arrestanten naar de stad Leeuwarden worden overgebracht.
De knokploeg in Noordoost-Friesland besloot een bevrijdingsactie te ondernemen. Zes mannen van het verzet hadden zich in De Valom bij de brug over de Valomstervaart verdekt opgesteld. De opzet was om de Duitse auto voor de openstaande brug te laten stoppen en zonder geweld te overvallen. Een van de verzetsmannen opende echter het vuur en schoot de inzittende SD-er dood. De chauffeur raakte zwaargewond en overleed enkele dagen later. Gunster had een schotwond maar kon naar een veilige plaats worden gebracht. Enkele weken later werden twee van de zes verzetsmensen opgepakt.

## Represaille
Commandant Artur Albrecht van de SiPo in Leeuwarden was woedend en wilde zelfs heel Dokkum laten platschieten, maar kreeg daarvoor geen toestemming van zijn superieur Bernard Georg Haase in Groningen. Op 22 januari 1945 bracht de SD twintig gevangenen uit Leeuwarden en Groningen naar Dokkum. In een weiland aan de Woudweg werden ze in groepjes van vijf gefusilleerd. Burgemeester van Dokkum Albert Jonker was als getuige aanwezig. Hun dode lichamen moesten als afschrikkingsmaatregel vierentwintig uur in de sneeuw blijven liggen. Het was de grootste fusillade in Friesland tijdens de Tweede Wereldoorlog. 
De SD-commandant Albrecht werd op 21 maart 1952 gefusilleerd.

## Slachtoffers
| - Heinrich Friedrich Wilhelm Krohne - Jan Willem Bukers - Hindrik Lommert - Harm Engbert Blaauw - Aris Heijdenrijk - Freerk Walters - Herman Israël van Gelder - Abraham Emanuel Sachs - Hendrik Boersema - Hindrik Woldring | - Jarl Ruinen - Jan van Dijken - Geale Postma - Louwrens Hulshoff - Wilhelmus Moorman - David Adler - Ernst Meinsma - Hinne Krolis - Arnold Frensdorf - Jan Duursma |

## Gedenktekens
Na de oorlog werd de executie herdacht op de oude begraafplaats aan het Zuiderbolwerk en sinds 1948 op de plaats van de executie aan de Woudweg. In 1965 werd een nieuw oorlogsmonument in Dokkum onthuld. Het wit houten kruis werd vervangen door een kunstwerk van de Hongaarse beeldhouwer Peter Gelencser. De namen staan op twee witte plaquettes. Er is een jaarlijkse herdenking bij het monument.
In 1985 werd het gemeentelijk oorlogsmonument in Damwoude onthuld. Het verwijst naar de schietpartij in De Valom. Op 15 oktober 2016 werd een informatiebord bij de brug in De Valom onthuld door Annie van Harten, de weduwe van Cornelis van Veldhuizen. Tijdens de oorlogsjaren was hij onder de schuilnaam Zwarte Henk actief in het verzet en nam hij deel aan de bevrijdingsactie.

## Andere vergeldingsacties
In de laatste maanden van de oorlog vonden op verschillende plaatsen in Friesland nog  vergeldingsacties plaats, zoals in:
- Represaille in Doniaga, 17 maart, 10 personen.
- Makkum, 7 april, 5 personen.
- Bakkeveen, 10 april, 10 personen.
- Fusillade bij Dronrijp, 11 april, 14 personen.

Nederland in de Tweede Wereldoorlog
 Portaal:Tweede Wereldoorlog